# Yaquis
Els yaquis són una tribu de parla uto-asteca, del subgrup xoixon divisió pima, que formen la secció taracahitan amb els tarahumare. El seu nom prové de hiakim (agricultor) o yo’emem (el poble).

## Localització

Bandera dels Yaqui d'Arizona

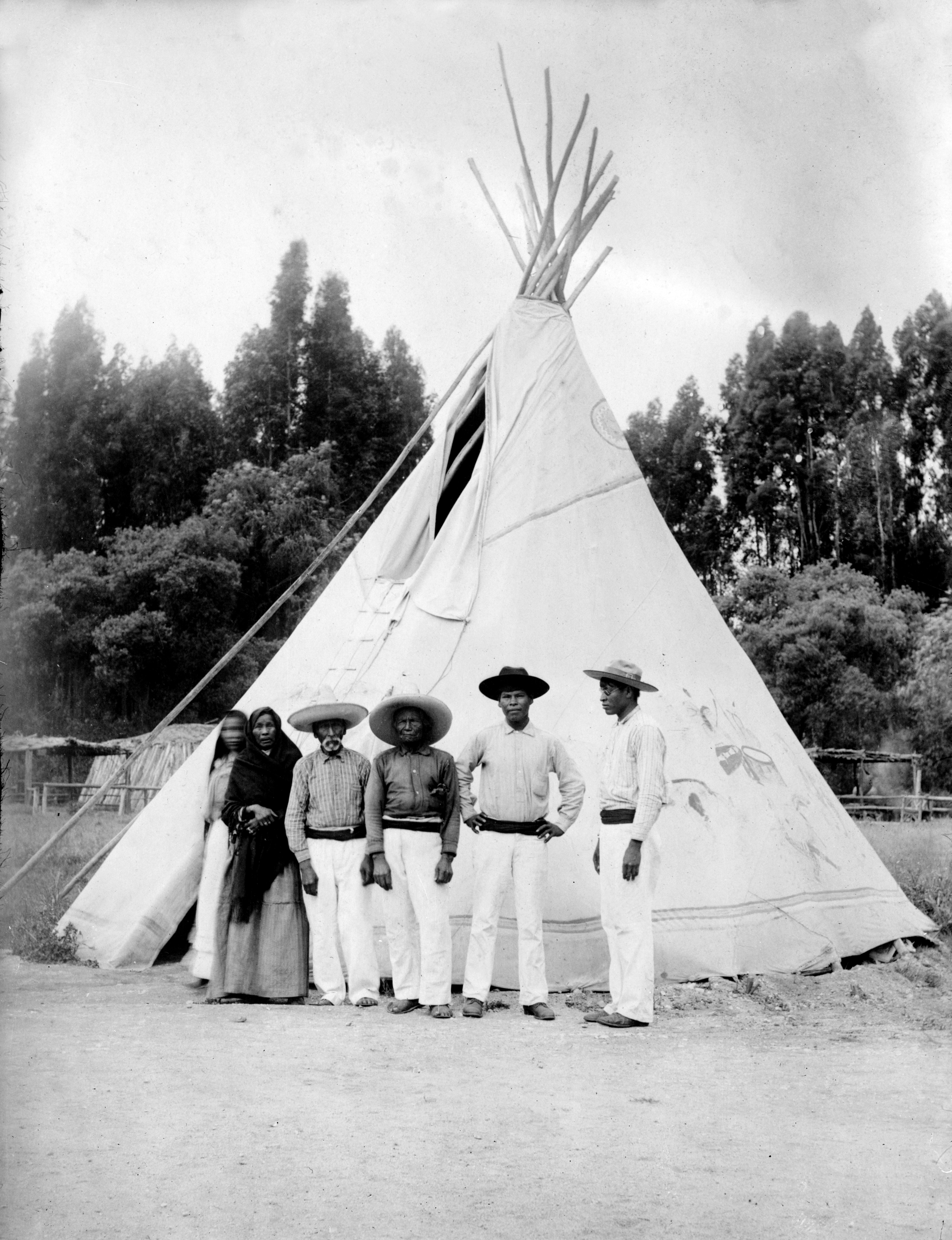
Fotografia d'un grup de yaquis l'any 1910.

Estan dividits en tres grups: un ocupa la reserva Pascua Yaqui al comtat de Pima (Arizona) de 202 acres (817.000 m²), constituïda el 1964, un altre al NO de Sonora (sis pobles al Nord del riu Yaqui), i la resta a Chihuahua, Mèxic.

## Demografia
El llarg conflicte de Sonora els va reduir a 4.000 el 1900 al nord del riu Yaqui. El 1967 n'hi havia 3.000 a Arizona, 10.000 a Sonora i 600 a Chihuahua. El 1997 n'hi havia 7.500 a Arizona i 30.000 a Mèxic. Segons Asher, la seva llengua tenia 12.000 parlants a Mèxic i 5.000 a Arizona el 1980.
Segons dades de la BIA del 1995, a la reserva Pasqua Yaqui hi havia 4.978 habitants (5.287 apuntats al rol tribal).
Segons dades del Cens dels EUA del 2000, hi havia 15.224 yaquis purs (3.692 pasqua i 11.500 yaquis), 1.245 barrejats amb altres tribus (58 i 1.252), 5.184 barrejats amb altres races (423 i 4.752) i 759 barrejats amb altres races i altres tribus (14 i 759). En total, 22.412 yaquis (4.187 pasqua i 18.263 d'altres).

## Costums
Eren alts (174 cm els homes i 168 les dones), de pell greixosa i cabellera llarga. Els bruixots hi tenen força influència, i conserven restes de costums caçadors i d'educació guerrera (sempre duen navalla o ganivet). Enterraven els morts vestits amb roba, però sense taüt, i odiaven a mort els yori (blancs).
Durant més de 400 anys han mantingut alguna forma d'organització interna, fins i tot als barris d'Arizona i Sonora. Són principalment agrícoles i molt lligats a la terra. Avui, però, molts són treballadors temporers a les hisendes, mines i ferrocarrils de Sonora i Arizona. Tanmateix, a diferència d'altres comunitats d'indis fronterers, la seva participació en l'economia no facilita l'assimilació, ja que mantenen l'autonomia comunitària.

## Història
Mostraren forta resistència a l'aculturació i a l'assimilació. Contactaren amb els espanyols el 1533, tot i que no els esmenaren per primer cop fins al 1609, i des d'aleshores mantingueren una aferrissada lluita per la seva identitat distinta com a poble i cultura diferents, i han provocat moltes guerres per defensar la pèrdua de llurs comunitats, terra, aigua i mitjans de vida a la vall del riu Yaqui. Ja es revoltaren el 1533 contra l'espanyol Diego de Ordaz, a qui obligaren a fugir. Novament venceren una expedició espanyola el 1599, i el 1609. El 1610 signaren una pau amb els espanyols i van obtenir autonomia, però el 1615 desbarataren novament una expedició de Diego de Hurdiade amb 4.000 mercenaris. Novament ho van fer el 1737 i el 1740-1745 contra les missions jesuïtiques, però admeteren al missioner p. Pérez de Ribas. Un cop declarada la independència de Mèxic, el 1825-1826 es rebel·laren un altre cop demanant autonomia a les noves autoritats, que no fou respectada, raó per la qual es tornaren a revoltar el 1832 amb Juan Banderas, i per la qual el 1861-1867 donaren suport a l'emperador Maximilià I de Mèxic. José Maria Leyva Cajemé (1837-1888), principal cabdill resistent, originari de la vall Yaqui de Sonora, havia estat voluntari de les forces mexicanes sota les ordres del liberal Ignacio Pesqueira quan hi havia problemes, fins i tot contra la seva pròpia tribu. El 1874 fou nomenat governador del districte de la vall de Yaqui, per tal que ajudés Pesqueira i aconseguís la total submissió de la tribu. Però en comptes d'això, els va mobilitzar junt amb els veïns mayos per obtenir estatut de nacions separades que les dues tribus havien reclamat com a dret des de feia temps.

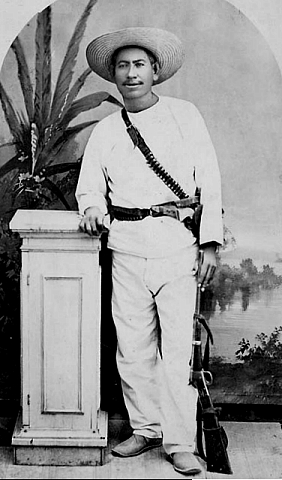
Imatge de Cajemé

Cajemé va reestructurar i disciplinar la societat yaqui per tal de donar-li seguretat econòmica i preparació militar; instituí un sistema de taxes, el control del comerç extern, va reviure la pràctica missionera dels treballs comunitaris i institucionalitzà la tradició tribal de les assemblees populars com a cossos decissoris, i emmagatzemà material de guerra. El 1880 la inestabilitat política provocada per la caiguda de Pesqueira donà pas a la unió estatal i federal en el zel de colonitzar les valls dels yaquis i mayos, utilitzant fins i tot l'exèrcit. El 1888 fou vençut i capturat per Ángel Martínez a San José de Guaymas, i executat pocs dies després. Fou succeït pel seu lloctinent Juan Maldonado Tetaviecti (1857-1901), qui continuà la lluita contra el governador de Sonora, el general Lorenzo Torres, fins que se signà la Pau d'Estación Ortiz el 1897. Però els mexicans no la respectaren i el 1899 uns 4.000 soldats l'atacaren al refugi de Bacatete i a la fortalesa de Mazacoba; el 1901 es rendí amb 400 dels seus, que foren assassinats i un miler de dones i nens, fets personers. El 1908 foren internats en camps de concentració, i per ordre de Porfirio Díaz, deportats al Yucatán. Un de cada cinc moriren pel camí, les famílies foren separades, i allí hi treballaren com a esclaus a les plantacions d'henequen, on hi moriran els dos terços en el primer any de feina. En total hi havia 8.000 deportats, uns 500 per mes, i el govern de Sonora cobrà 10 pesos dels 65 els que es van vendre al Yucatan. Luis Matús (mort el juny del 1927), fou resistent del 1910 al 1917 durant la revolució mexicana. El 1926 els expropiarien milers d'hectàrees dels pobles de Bacum i Cocorit, entre elles les famílies dels presidents Obregón i Calles. El cap Luís Matús va protestar, i com a resposta 20.000 soldats amb aviació que llençà gasos provocaren la massacre de Vicam. Foren sotmesos el 1927 i posats sota control militar fins al 1950. Molts centenars foren deportats durant el segle xix, d'altres moriren lluitant o bé emigraren. Durant els anys 1930-1940 les reformes de Lázaro Cárdenas els va tornar moltes terres, i des del 1940 la irrigació els permet desenvolupar l'agricultura. Joaquín Elenes, cap dels yaqui, el 1998 demanà al president Zedillo que respectés la seva cultura i autonomia.

## Yaquis destacats
- Cajemé.
- Tetaviecti.
- Victor Aaron.
- Felipe Molina.
- Marianette Jaimes-Guerrero.
- Rod Coronado
- Anita Endrezze